# Habib Burgiba
Habib Burgiba (arab betűkkel الحبيب بورقيبة, Ḥabīb Būrqībah; Monasztir, 1903. augusztus 3. – 2000. április 6.) tunéziai államférfi, miniszterelnök 1956 és 1957 között, a királyság megdöntését követően Tunézia első köztársasági elnöke 1957. július 25-től 1987. november 7-ig, amikor utolsó kormányfője, Zín el-Ábidín ben Ali Burgibát hivatalos funkciói ellátására alkalmatlannak minősítette és a tunéziai alkotmány 57. cikkelye alapján eltávolította a hatalomból.